# Овчарук Віктор Вікторович
Овчарук Віктор Вікторович (нар. 15 липня 1974, с. Іване-Пусте, Україна) — український лікар, кандидат медичних наук, політик, голова Тернопільської обласної ради (від 8 грудня 2015–до 25 листопада 2020).

## Життєпис

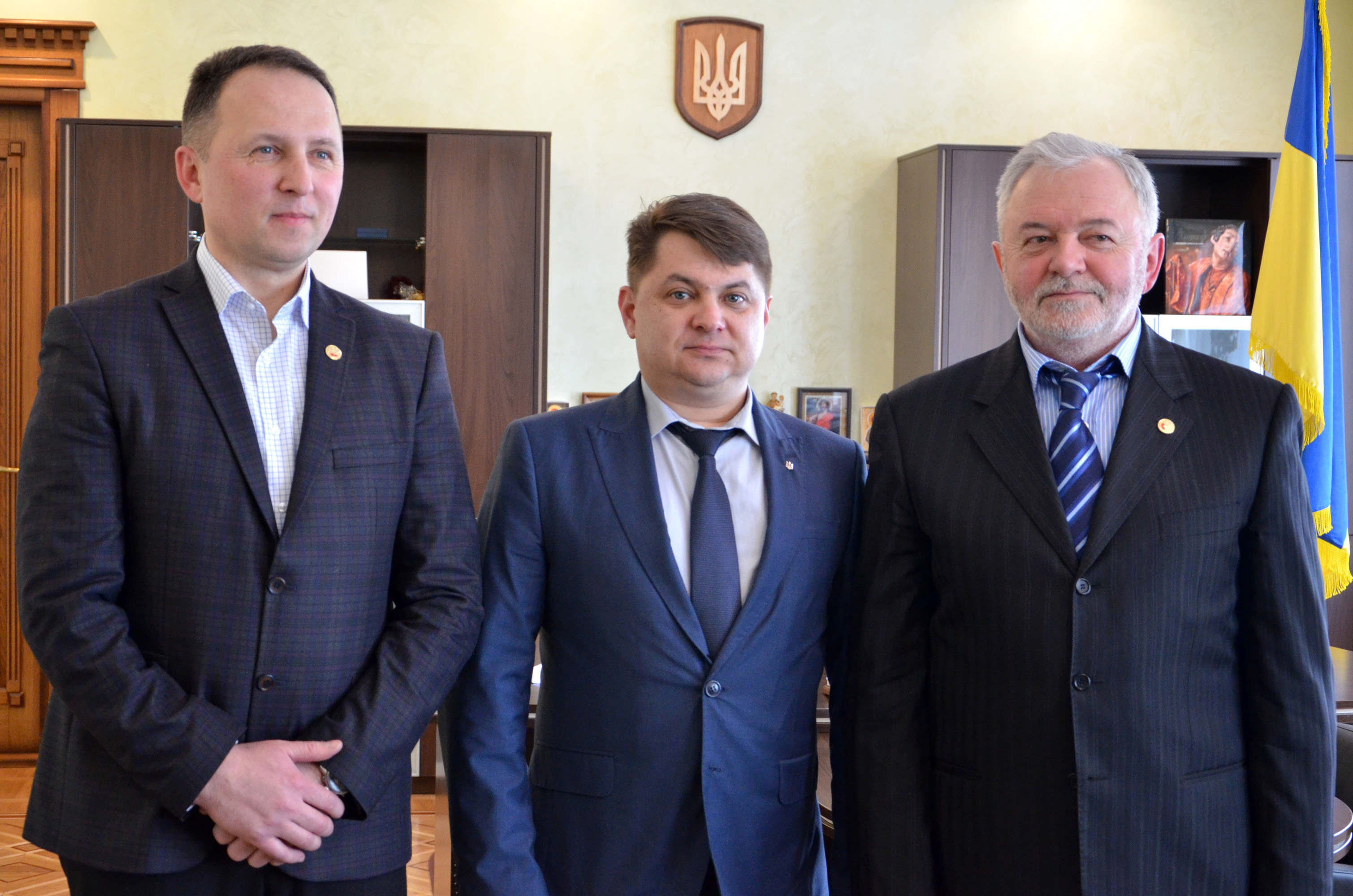
Головний лікар обласного госпісу Андрій Паламарчук, голова Тернопільської обласної ради Віктор Овчарук і Василь Князевич (Тернопіль, 10.03.2016)

Віктор Овчарук народився 15 липня 1974 року в селі Іване-Пустому Борщівського району Тернопільської області. Батько працював учителем, мати — бухгалтером у колгоспі.
Закінчив Чемеровецьке медичне училище (нині коледж), працював сільським фельдшером. У 2000 році закінчив лікувальний факультет Тернопільської медичної академії (нині університет).
Працював акушер-гінекологом у Кам'янець-Подільському пологовому будинку, пізніше в Тернопільській міській лікарні № 2.
Від 2008 — у департаменті охорони здоров'я ТОДА на посадах начальника відділу організаційно-методичної та кадрової роботи, заступником директора.
Виконувач обов'язків заступника голови Тернопільської облдержадміністрації з гуманітарних питань.
За ініціативи Віктора Овчарука та головних лікарів лікувально-профілактичних закладів області організовано придбання медикаментів на суму більше 100 тис. гривень для українських військових і добровольців з Тернопільщини, налагоджено співпрацю з волонтерськими організаціями та відправлено на схід три автомобілі «швидкої допомоги». За його сприяння в області запроваджено інститут сімейної медицини, реорганізовано структуру екстреної медичної допомоги.
8 грудня 2015 року на першій сесії Тернопільської обласної ради шостого скликання обраний головою ради. За Віктора Овчарука проголосувало 44 депутати (17 проголосувало за Олега Сиротюка, троє не проголосувало за жодного).
Член Наглядової ради Тернопільського державного медичного університету імені І. Я. Горбачевського.
17 лютого 2017 року обраний віце-президентом Української асоціації районних та обласних рад, курує медичний напрямок діяльності організації.
З лютого 2018 року — кандидат медичних наук, захистив дисертацію «Клініко-патогенетичні аспекти діагностики та профілактики плацентарної дисфункції» у Івано-Франківському національному медичному університеті.